# 埃文斯維爾 (阿拉斯加州)
埃文斯維爾（英語：Evansville）是位於美國阿拉斯加州育空-科尤庫克人口普查區的一個人口普查指定地區。根據2010年美國人口普查，該地共人口15人，而該地的面積約為58.00平方千米。

## 地理
埃文斯維爾的座標為66°54′11″N 151°29′57″W / 66.90306°N 151.49917°W，而該地的平均海拔高度為197米（即646英尺）。